# 능성 구씨
능성 구씨(綾城具氏)는 전라남도 화순군 능주면을 본관으로 하는 한국의 성씨이다.

## 역사
시조 구존유(具存裕)는 고려 벽상삼한삼중대광(壁上三韓三重大匡) 검교상장군(檢校上將軍)을 지냈다.
2세는 평장사(平章事) 구민첨(具民瞻), 3세는 문하좌정승(門下左政丞)을 지낸 면성부원군(沔城府院君) 구연(具珚), 4세는 면성부원군(沔城府院君) 구예(具藝), 5세는 전리판서(典理判書)를 지낸 면성군(沔城君) 구영검(具榮儉)이다. 6세는 면성부원군(沔城府院君) 문정공(文貞公) 구위(具禕)와 문하찬성사(門下贊成事)를 지낸 구흥(具興)과 공조전서(工曹典書)를 지낸 구의(具義)가 있다. 7세 문절공(文節公) 구홍(具鴻)은 고려 말 좌시중(左侍中)을 지내고, 조선의 개국 후 은둔하여 고려에 대한 절의를 지켰다.
능성 구씨는 조선시대 문과 급제자 54명, 무과 급제자 363명, 왕비 1명, 부마(駙馬) 3명, 상신(相臣) 2명, 공신 9명, 생원·진사 173명을 배출하였다. 과거 급제자는 도원수파 359명, 판안동파 72명, 좌정승파 42명으로 3파가 전체의 84%를 차지한다.
9세손 구치관(具致寬)이 세조 때 영의정을 지냈고, 구치관의 동생 구치홍(具致洪)은 지중추부사를 역임하였으며, 구치관의 조카 구겸(具謙)은 병마절도사를 역임하였다. 중종반정의 정국공신(靖國功臣)인 구현휘(具賢暉)·구수영(具壽永), 성종 때 좌리공신(佐理功臣)에 오른 구문신(具文信), 중종의 부마가 된 구사언(具思彦), 능양군의 외조부로서 이조판서·좌찬성·숭록공신(崇祿功臣)에 오른 구사맹(具思孟), 참판·대사헌을 지낸 구봉령(具鳳齡) 등이 있다.
무과 출신 가운데 영조 때까지 종2품의 장신급(將臣級)이 9명이나 배출되었는데, 당시 장신의 1/12에 해당한다. 병마절도사(兵馬節度使)·수군절도사(水軍節度使)를 지낸 구사직(具思稷), 훈련대장 구굉(具宏), 어영대장 구인후(具仁垕), 공조판서 구인기(具仁墍), 어영대장 구문치(具文治), 총융사(摠戎使) 구감(具鑑), 훈련대장 구성임(具聖任)·구선복(具善復)이 있으며, 구굉·구인후·구인기는 반정에 공을 세워 정사공신(靖社功臣)에 녹훈되었다. 구인기는 1675년 능풍부원군(綾豊府院君)에 봉해지고, 영의정에 추증되었다.
능양군의 어머니이자 정원군의 아내인 연주군부인구씨를 배출하여 영조대(英祖代)에 이르기까지 조선왕조의 외척으로 가문의 세를 떨쳤다.

## 분파
시조 구존유(具存裕), 2세 평장사(平章事) 구민첨(具民瞻), 3세 문하좌정승(門下左政丞) 구연(具珚)으로 이어오다가 4세손부터 갈라져 7세손에서 12파로 나뉜다. 이북 지역에 살고 있는 재신파(宰臣派)와 후손이 없는 전서파(典書派)와 임천군사파(林川郡事派)의 3파를 제외한 9파가 세계를 잇는다.
- 4세 구의(具宜)
  - 5세 구해(具㧡)
    - 6세 구서진(具瑞珍)
      - 7세 구현좌(具賢佐) → 판사공파(判事公派)
      - 7세 구현로(具賢老) → 전서공파(典書公派) : 무후(無後)
- 4세 구천용(具天容)
  - 5세 구식(具軾)
    - 6세 구록(具祿)
      - 7세 구영량(具英良) → 시랑공파(侍郞公派)
- 4세 구예(具藝)
  - 5세 구영검(具榮儉)
    - 6세 구위(具偉)
      - 7세 구홍(具鴻) → 좌정승공파(左政丞公派)
      - 7세 구성량(具成亮) → 판안동공파(判安東公派)
      - 7세 구성로(具成老) → 도원수공파(都元帥公派)
      - 7세 구성덕 → 재신파(宰臣派) : 북한 거주

    - 6세 구흥(具興)
      - 7세 구현보(具賢輔) → 낭장공파(郎將公派)
      - 7세 구현기(具賢器) → 감무공파(監務公派)

    - 6세 구의(具義)
      - 7세 구성미(具成美) → 참판공파(參判公派)
      - 7세 구원립(具爰立) → 문천군사공파(文川郡事公派)

## 기원
능성 구씨(綾城具氏)는 시조 구존유가 1224년 주잠과 함께 중국에서 도래하였다는 일부의 주장이 있으나, 주잠 이전에도 1021년(고려 현종 12년) 상서좌복야(尙書左僕射)에 오른 나주 주씨(羅州朱氏) 주덕명(朱德明) 등이 고려사에 기록되어 있고, 1224년 이전부터 호남 지방에 토착 구(具)씨가 있었다는 기록이 있다. 백제가 멸망한 뒤 나주(羅州)에서 포로로 잡힌 백제 장군 구도(具道)의 아들 단서(端舒)가 있고, 궁예의 태봉국 시중(侍中)이었던 구진(具鎭)이 918년(태조 1) 나주도(羅州道) 대행대(大行臺) 시중(侍中)에 임명되었으며, 1101년(고려 숙종 6년)에 탁라(乇羅) 성주(星主)인 배융부위(陪戎副尉) 구대(具代)가 유격장군(遊擊將軍)에 임명되었던 사실을 《고려사(高麗史)》에서 확인할 수 있다.
구씨(具氏)가 예로부터 나주(羅州)나 능성(綾城) 지역의 토착 성씨로 이미 존재하고 있었음을 알 수 있다. 또한 세종실록지리지(世宗實錄地理志)의 능성현(綾城縣) 토성조(土姓條)와 신증동국여지승람(新增東國輿地勝覽)의 능성현(綾城縣) 토성조(土姓條)에도 구씨(具氏)를 능성현(綾城縣)의 토착 성씨로 기록하고 있다.
대종회에서는 역사서를 근거로 중국 도래설을 반박하고 능성 구씨가 토착 성씨라는 의견을 제시하였다. 첫째, 고려 이전에도 호남 지방에 토착 구씨가 존재했다는 점이다. 둘째, 정식 사료에 능성 구씨가 토착 성씨로 기록된 점이다. 셋째, 중국 측 주씨의 기록에는 구존유가 고려인으로 되어있다는 것이다. 따라서 현대에 편찬된 신안 주씨의 족보를 토대로 능성 구씨가 중국계 성씨임을 주장하는 일각의 주장은 역사 사실과 맞지 않다. 넷째, 현재 중국에는 구(具)씨 성을 가진 씨족이 존재하지 않는다. 그러므로 능성 구씨가 중국계 성씨라는 주장은 모화사상에 기초하여 중국과의 관련성을 부각하고자 했던 시도로 보는 것이 설득력 있다.

## 본관
능성(綾城)은 전라남도 화순군(和順郡) 능주면(綾州面) 일대의 지명이다. 본래 백제의 이릉부리군(尔陵夫里郡)이었는데, 신라에서 757년(경덕왕 16)에 능성군(陵城郡)으로 개칭하였다. 1018년(고려 현종 9) 나주(羅州)의 속현(屬縣)이 되었다가 1143년(인종 21)에 능성현으로 승격하였다. 1416년(태종 16) 화순을 병합하여 순성현(順城縣)이 되었다가, 1418년 화순이 분리되었다. 《세종실록지리지》에 전라도 능성현의 토성(土姓)으로 구(具)·정(鄭)·문(文)·조(曺)·채(蔡)·주(朱) 6성이 기록되어 있다. 1632년(인조 10)에 능주목으로 승격하였다. 1896년 전라남도 능주군으로 개편되었다. 1908년에 능주군이 화순군을 병합하였으나, 1914년 능주군을 화순군으로 이름을 바꾸면서, 능주면이라는 지명으로 남아 있다.

## 항렬자
- 대동항렬 (시조로 1세)

| 22세     | 23세     | 24세   | 25세     | 26세              | 27세          | 28세          | 29세              | 30세          | 31세              | 32세          | 33세              | 34세          | 35세              | 36세          | 37세              | 38세          | 39세              | 40세          | 41세              | 42세          | 43세              | 44세          | 45세              | 46세          | 47세              | 48세          | 49세              | 50세          | 51세              | 52세          | 53세              |
| -------- | -------- | ------ | -------- | ----------------- | ------------- | ------------- | ----------------- | ------------- | ----------------- | ------------- | ----------------- | ------------- | ----------------- | ------------- | ----------------- | ------------- | ----------------- | ------------- | ----------------- | ------------- | ----------------- | ------------- | ----------------- | ------------- | ----------------- | ------------- | ----------------- | ------------- | ----------------- | ------------- | ----------------- |
| 口희(喜) | 口조(祖) | 연(然) | 口서(書) | 口회(會) 口선(善) | 자(滋) 윤(潤) | 본(本) 동(東) | 口모(謨) 口휴(烋) | 교(敎) 재(在) | 口우(祐) 口호(鎬) | 제(齊) 원(源) | 口림(林) 口빈(彬) | 희(熙) 훈(薰) | 口규(奎) 口배(培) | 종(鍾) 전(銓) | 口수(洙) 口홍(泓) | 상(相) 진(秦) | 口섭(燮) 口열(烈) | 균(均) 강(康) | 口진(鎭) 口일(鎰) | 영(泳) 호(浩) | 口근(根) 口표(杓) | 병(炳) 형(炯) | 口중(重) 口곤(坤) | 경(庚) 현(鉉) | 口택(澤) 口한(漢) | 락(樂) 영(榮) | 口환(煥) 口휘(煇) | 기(基) 준(埈) | 口용(鏞) 口흠(欽) | 승(承) 태(泰) | 口집(集) 口걸(杰) |

## 조선 왕실과의 인척 관계
- 원종비 인헌왕후 - 조선 제16대 국왕 인조의 어머니
- 영응대군(세종의 적8남)의 적장녀 길안현주의 부마 구수영
- 소현세자(인조의 적장남)의 적장녀 경숙군주의 부마 구봉장
- 덕천군(정종의 서10남)의 서장녀의 남편 구세기
- 안양군(성종의 서2남) 정부인 면천군부인 능성 구씨
- 휘신공주(연산군의 적장녀) 부마 구문경
- 효순공주(중종의 적3녀) 부마 구사안
- 화길옹주(영조의 서11녀) 부마 구민화

## 인구
- 1985년 능성 구씨 (27,231가구 111,834명) + 능주 구씨 (3,938가구 17,010명) = 128,844명
- 2000년 능성 구씨 (37,706가구 120,503명) + 능주 구씨 (7,807가구 25,484명) = 145,987명
- 2015년 능성 구씨 109,669명 + 능주 구씨 62,574명 + 릉성 구씨 1,460명 + 릉주 구씨 458명 = 174,161명